# Альфред Ізидор Ромер
Альфред Ізидор Ромер (*16 квітня 1832, Вільнюс — †24 січня 1897) — білоруський і польський живописець, скульптор, мистецтвознавець, етнограф. Учасник повстання 1863—1864 років.

## Біографія
Походив із стародавнього лицарсько-шляхетного роду Ромерів, який бере свій початок з XV століття, з Саксонії і пересилився у Велике князівство Литовське через Курляндію. Син Едварда Яна Ромера, учасника повстання 1830—1831 років, онук президента 2-го департаменту Вільнюського головного суду в 1803—1813 роках — Міхала Ромера.
Навчався у Вільнюському університеті. Брав уроки малювання у Канута Русецького. Удосконалював свою майстерність у педагогів «середньої руки» Л. Бана і А. Олящинського в Парижі. Наприкінці 1850-х років повернувся з-за кордону і жив у спадковому маєтку Кревна (Ново-Олександрівський повіт), активно співпрацював з часописом «Колосся», який друкувався у Вільнюсі, надсилав туди свої гравюри і малюнки на тему життя і побуту місцевих білорусів і литовців..

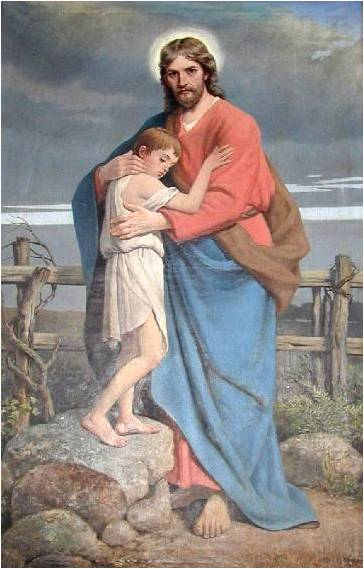
Христос і сирота

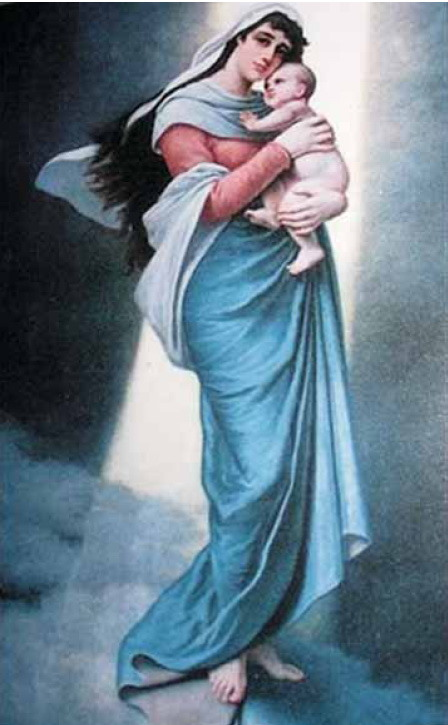
Божа Мати з дитям, 1894

Брав участь у Січневому повстанні 1863—1864 років, після поразки був арештований і посаджений у Дінабургську фортецю. Незабаром продав маєток Кревна і виїхав до Німеччини, де продовжив навчання у Мюнхенській академії мистецтв. Зі своїм педагогом Артуром Георгом фон Рамбергом, який разом із Людвігом фон Хагеном справили на нього значний вплив, і Альбертом Келлером відвідали Італію. В Італії здебільшого займався замовними портретами аристократів та садово-парковими пейзажами, а також копіював Паоло Веронезе. Виставляв свої гравюри, портрети і скульптури в різних європейських містах: Мюнхені, Кракові, Парижі. В середині 1870-х повертається на Віленщину.. З 1874 жив і працював у маєтку Караліново, який належав його дружині графині Ванді Сулістровській. Цей етап вважається найбільш плідним у його творчості: в Караліново Ромер підготував монографію про виробництво слуцьких поясів, робить етнографічні замальовки («Селянска хата», «Селянска дівчина», «У корчми», «Селянський двір», «Міщанин з Вільнюської губернії», «Селянки з Рогачевського повіту Могильовської губернії», «Старий храм в Кабильниках Свенцянського повіту», «Вишнево. Двір. Вид з фасаду», «Церква у Камаях»). Альфред отримує стародавні рукописи і документи, які потім передає до музею Кракова. Туди ж переїхав у 1884-му, став членом «Комісії історії мистецтва Академії наук» і зробив пам'ятну доповідь «До історії Вільнюської школи образотворчих мистецтв», а також надрукував працю «Польські пояси. Їхні фабрики і знаки».
Помер 24 січня 1897 року у Караліново, похований в родовій каплиці костелу Найсвятішої Діви Марії у Тракаї.

## Творчість
Малював портрети, пейзажі, тематичні композиції з життя народу і релігійні сюжети. Його творам властиві чітке зображення, свобода і природність композиції. Окрім живописних творів відомі бронзові медальйони з портретними зображеннями, гравюри із зображенням селян, архітектурних пам'яток, карикатури робіт Альфреда Ромера. Історичну і художню цінність мають етнографічні замальовки селянського побуту і малюнки народних костюмів білорусів. Також розписував православні і католицькі храми.

## Пам'ять
Ім'я А. Ромера носять вулиці у селах Камаї і Караліново, а також Поставська дитяча мистецька школа. Планувалося у 2009 році, до 600-річчя районного центру, недалеко від школи встановити пам'ятник художнику.
15 серпня 2001 року у Караліново був встановлений пам'ятник дружині Альфреда Ромера, місцевій просвітительці Ванді Ромер (1850—1944; скульптор О. І. Циркунов).

## Галерея

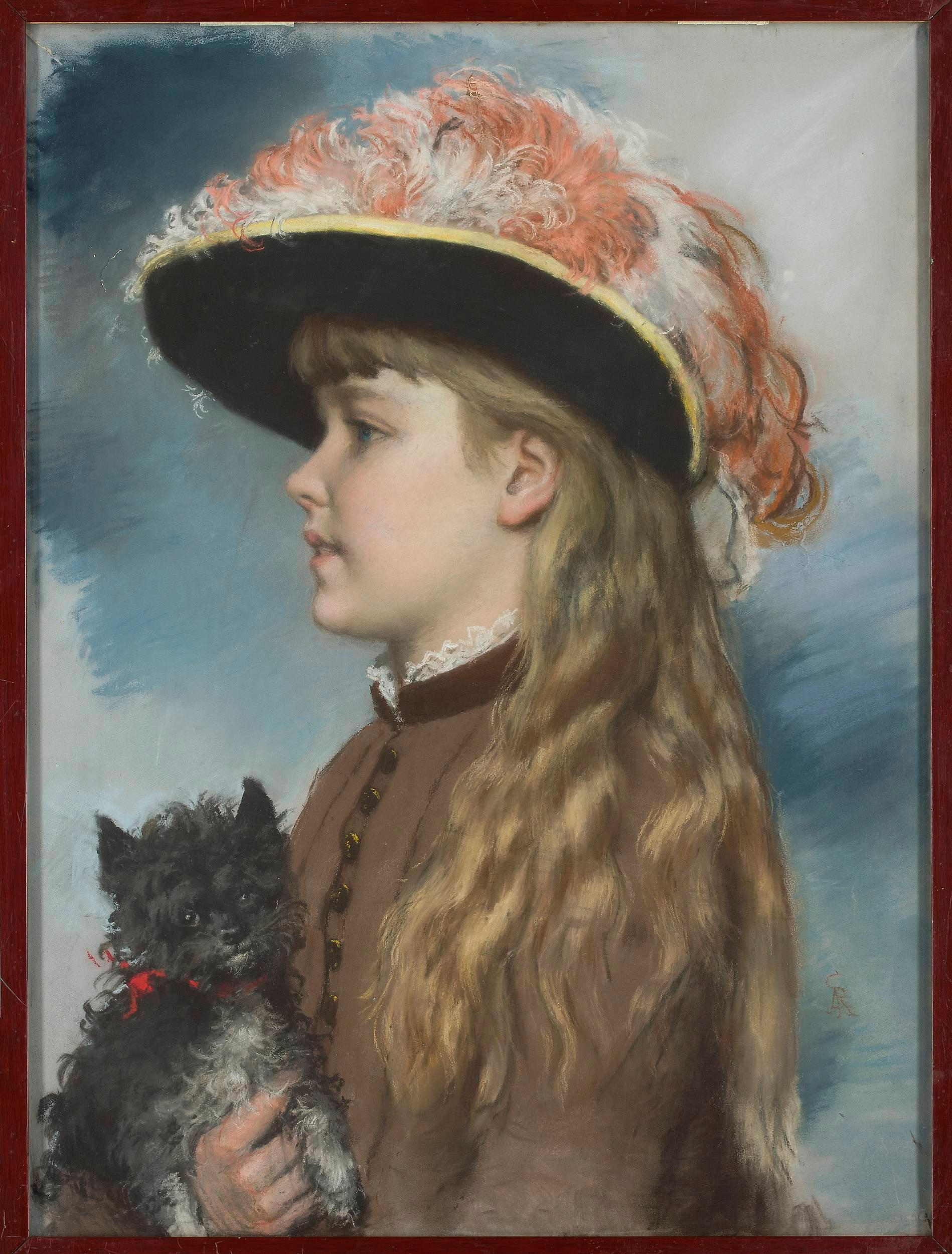
Гелена Ромер-Очанковська
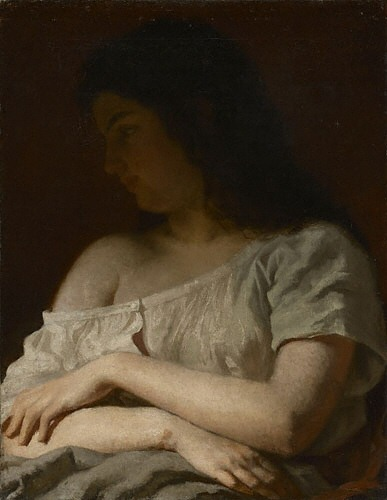
Жіночі руки
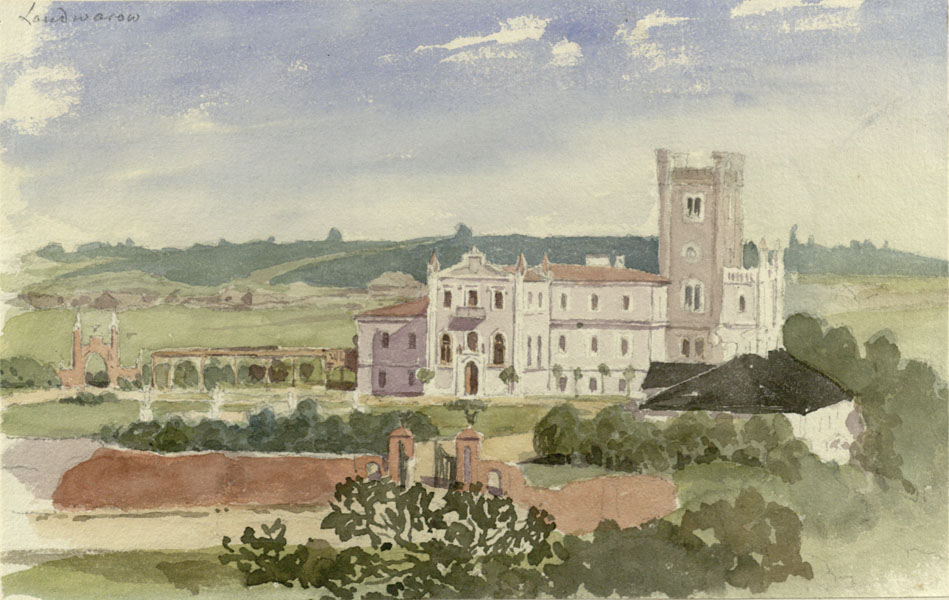
Ландварово, 1869
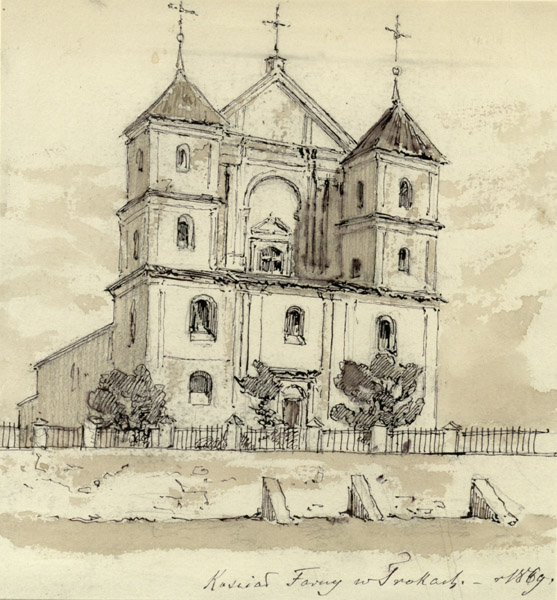
Тракай
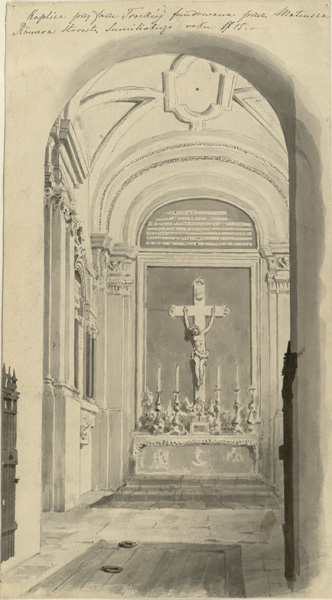
Тракай
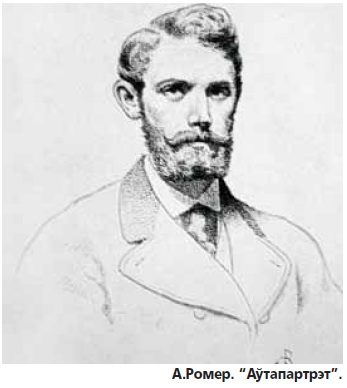
Автопортрет
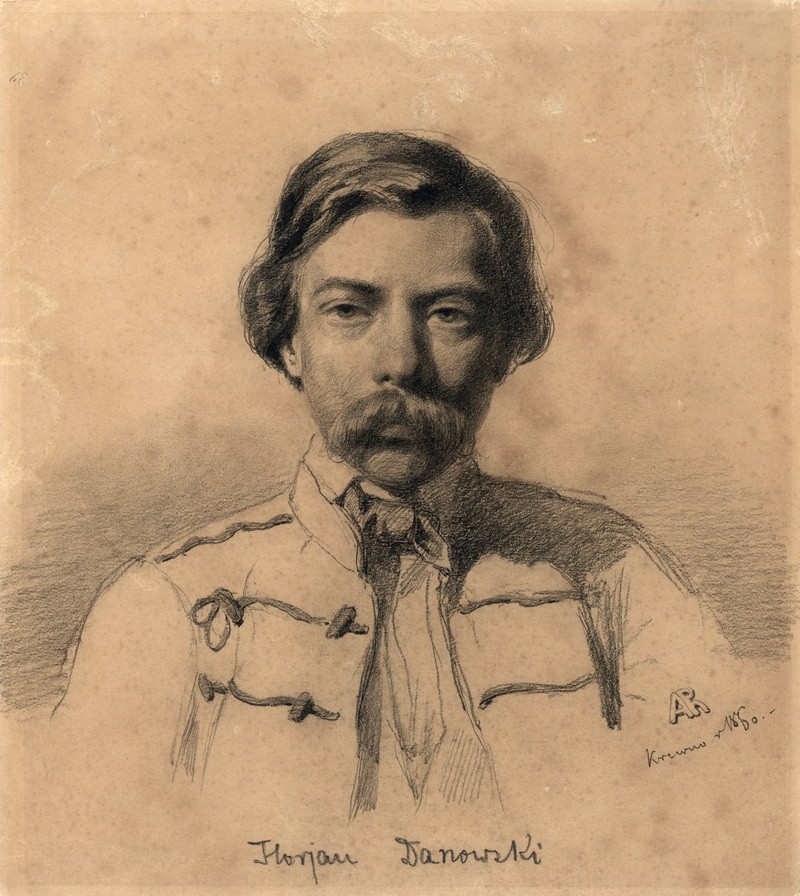
Портрет засланого повстанця Флоріана Дановського, 1860, Національний музей Литви
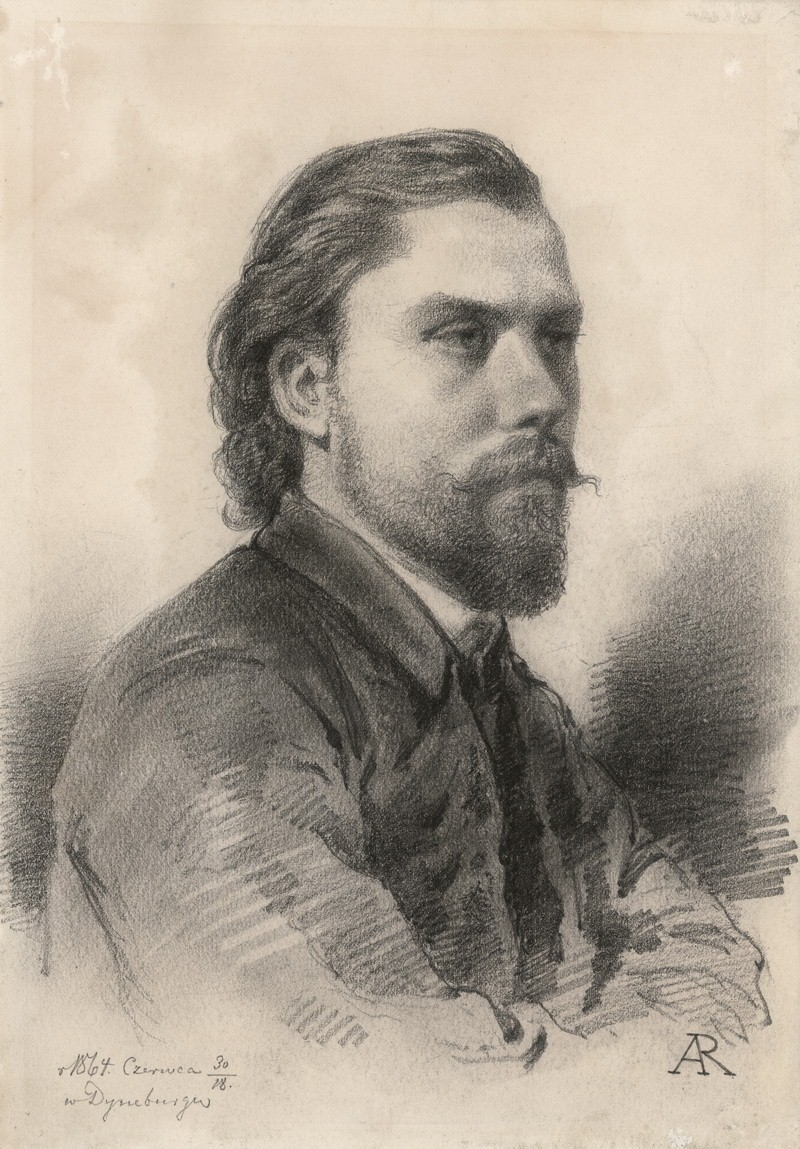
Портрет священика Баляслава Олександровича, 1864, Національний музей Литви